# Daniel Deshays
Daniel Deshays est un ingénieur du son, professeur des universités habilité à diriger des recherches (2015), essayiste français. Chevalier des Palmes académiques (2013).

## Parcours
Daniel Deshays a réalisé la conception sonore de nombreuses créations théâtrales (172 pièces dont 34 avec Alain Françon) et musicales (255 disques).
Au cinéma, il a travaillé sur le son direct et sur l'enregistrement de la musique de 101 films, en particulier avec Chantal Akerman, Gabriel Auer, Xavier Beauvois, Dennis Berry, Robert Bober, Jérôme Boivin, François Caillat, Jean-Michel Carré, Henri Colomer, Richard Copans,  Robert Doisneau, Philippe Garrel, Agnès Jaoui, Robert Kramer, Yann Le Masson, Didier Martiny, Arnaud de Mezamat, Nora Philippe, Tariq Teguia, Paul Vecchiali.
Il a enseigné dès les années 1980 dans de nombreuses écoles nationales supérieures et ateliers de formation professionnelle.

## Carrière

### Technicien du son
- 1992 : Erythrée, à demain de Didier Martiny
- 1985 : Les mémoires de la mer de Jean-François Laguionie
- 1982 : Toute une nuit de Chantal Akerman
- 1982 : Café plongeoir de Jérôme Boivin
- 1981 : Votre enfant m'intéresse de Jean-Michel Carré
- 1979 : Le coup du singe de Ode Bitton et Jean-Pierre Kalfon
- 1978 : Les noces de la caméra et du maître du monde de Patrick Santini

### Enregistrement musique
- 2010 : Un été brûlant de Philippe Garrel
- 2008 : La frontière de l'aube de Philippe Garrel
- 2007 : La pluie des prunes de Frédéric Fisbach
- 2005 : Les amants réguliers de Philippe Garrel
- 2001 : Sauvage innocence de Philippe Garrel
- 1999 : Le vent de la nuit de Philippe Garrel
- 1996 : Un cœur fantôme de Philippe Garrel
- 1995 : N'oublie pas que tu vas mourir de Xavier Beauvois
- 1993 :  La naissance de l'amour de Philippe Garrel

### Compositeur
- 1983: La citadelle engloutie de Yvan Lagrange

## Publications
- De l'écriture sonore, Entre/vues, 1999
- Pour une écriture du son, Klincksieck, 2006 ; version moins littéraire du précédent, allongée d'exemples et complétée, présentée sous forme de 50 questions s'adressant plus directement au profane.
- Entendre le cinéma, Klincksieck, 2010
- Sous l'avidité de mon oreille, Klincksieck, 2018
- Libertés d'écoute, Le son, véhicule de la relation, MF, 2023